# Список храмов Великого Новгорода

В статье приведён список храмов Великого Новгорода — православных, католических и протестантских соборов, церквей и домов молитвы, а также синагог, мечетей и других, большинство из которых являются памятниками истории и архитектуры, содержат памятники монументальной живописи и иконописи. Многие из новгородских храмов включены в список Всемирного наследия ЮНЕСКО. В списке указаны все действующие и недействующие храмы, храмы-музеи, а также перестроенные или частично разрушенные храмы (руины).

## Софийская сторона

### Детинец
| Адрес         | Название                                      | Год постройки            | Фотография | Статус                                 | Примечания |
| ------------- | --------------------------------------------- | ------------------------ | ---------- | -------------------------------------- | --- |
| Кремль, д. 11 | Собор Святой Софии Премудрости Божией         | 1045-1050                |            | действующий                            | Сохранились фрагменты фресок XII века. Основной объём настенной живописи относится к концу XIX столетия. В иконостасах сохранились иконы XIV, XV, XVI и последующих веков. В соборе хранится икона Богоматери Знамение XII века. |
| Кремль, д. 7  | Церковь Входа в Иерусалим                     | 1759                     |            | Лекторий Новгородского музея           | |
|               | Церковь Входа в Иерусалим                     | 1336                     |            | Археологический раскоп                 | |
|               | Храм Андрея Стратилата                        | XV-XVII века             |            | музей                                  | Построена на месте лестничной башни не сохранившейся церкви Бориса и Глеба XII века. Сохранились фрески XVI—XVII веков. |
|               | Храм Покрова Богоматери                       | 1693—1695                |            | действующий                            | |
|               | Храм Сергия Радонежского                      | 1463                     |            | недействующий                          | Надвратный храм Владычного двора. Примыкает к Часозвоне. Сохранились фрески XV века. |
|               | Храм Благовещения над Исповедницкими воротами | послед. четв. XVIII века |            | недействующий                          | Примыкает к юго-западному углу Софийского собора, расположена над Исповедницкими воротами Владычного двора. Занята Новгородским музеем-заповедником.                                                                             |
|               | Храм Иоанна Новгородского                     | 1820-1822                |            | недействующий, в настоящее время музей | Располагалась в интерьере Владычной палаты. В настоящее время отреставрированное здание палаты вновь открыто как музей, предполагается размещение экспозиции.                                                                    |

### Людин конец
| Адрес                         | Название                                            | Год постройки    | Фотография | Статус        | Примечания                |
| ----------------------------- | --------------------------------------------------- | ---------------- | ---------- | ------------- | ------------------------- |
| Большая Власьевская ул., д. 2 | Церковь Власия на Волосовой улице (на Редятине)     | 1407             |            | недействующая |                           |
| Троицкая ул., д. 9            | Церковь Троицы на Редятине улице (в Ямской слободе) | 1365, 1734, 1832 |            | недействующая |                           |
| Воскресенская слобода         | Церковь Уверения Фомы на Мячине                     | 1463             |            | недействующая | Утрачены барабан и глава. |
| Воскресенская слобода         | Храм Иоанна Милостивого на Мячине                   | 1422             |            | недействующий |                           |

#### Десятинный монастырь
| Адрес           | Название                   | Год постройки | Фотография | Статус        | Примечания |
| --------------- | -------------------------- | ------------- | ---------- | ------------- | ---------- |
| Десятинный пер. | Собор Рождества Богородицы | 1397          |            | недействующий | руины      |

### Загородский конец
| Адрес                 | Название                                    | Год постройки                    | Фотография | Статус        | Примечания |
| --------------------- | ------------------------------------------- | -------------------------------- | ---------- | ------------- | --- |
| Десятинная улица, 4а. | Церковь Двенадцати Апостолов на Пропастех   | 1454—1455                        |            | недействующая | |
| Прусская улица, 12.   | Церковь Михаила Архангела на Прусской улице | 1219—1224, XV век, 1685, XIX век |            | недействующая | Здание перестроено. В настоящее время в нём располагается Библиотека для незрячих и слабовидящих «Веда». Разрабатывался проект реставрации храма с выявлением фрагментов построек разных веков, однако он не был утвержден. |

### Неревский конец
| Адрес                      | Название                                      | Год постройки         | Фотография | Статус        | Примечания                                                  |
| -------------------------- | --------------------------------------------- | --------------------- | ---------- | ------------- | ----------------------------------------------------------- |
| ул. Стратилатовская, д. 9  | Церковь Фёдора Стратилата на Щиркове улице    | 1292-1294, 1682, 1804 |            | действующая   |                                                             |
| ул. Тихвинская, д. 12      | Храм Пантелеимона Целителя (Николая Кочанова) | 1554, XVIII—XIX века  |            | недействующий | Барабаны с главами утрачены. Здание пустует.                |
| ул. Козьмодемьянская, д. 8 | Храм Тихвинской иконы Божьей Матери           | 1819-1824             |            | недействующий | Занята Службой финансового надзора по Новгородской области. |

### За окольным городом
| Адрес                                  | Название                                                                                          | Год постройки  | Фотография | Статус        | Примечания |
| -------------------------------------- | ------------------------------------------------------------------------------------------------- | -------------- | ---------- | ------------- | --- |
| Петровское кладбище, Юрьевское шоссе.  | Храм Петра и Павла на Синичьей горе (на Сильнище)                                                 | 1185-1192      |            | недействующий | |
| Урочище Аркажи, Юрьевское шоссе, дом 4 | Церковь Благовещения на Мячине (иначе в Аркажах)                                                  | 1179, XVII век |            | музей         | В алтарных апсидах храма сохранились первоначальные фрески 1189 года.                                                                              |
| Ул. Павла Левитта, д. 18 кор. 3        | Храм Успения Богородицы в Колмово                                                                 | 1530-1533      |            | действующий   | |
| ул. Бредова-Звериная, дом 10           | Церковь Петра и Павла в Кожевниках                                                                | 1406           |            | музей         | |
| просп. Александра Корсунова, д. 56     | Храм Александра Невского                                                                          | 1915           |            | действующий   | |
| ул. Ломоносова, д. 27                  | Храм иконы Божией Матери «Скоропослушница» при Новгородском клиническом онкологическом диспансере | 2012           |            | действующий   | |
| Западное кладбище, Нехинское шоссе     | Храм Святого Лазаря на Западном кладбище                                                          | 2002           |            | действующий   | |
| ул. Псковская                          | Храм иконы Божией Матери «Неопалимой Купины»                                                      | 2018           |            | действующий   | Храм заложен в январе 2017 года. 16 сентября 2018 года, рядом со строящимся храмом, для совершения богослужений освящён небольшой деревянный храм. |
| посёлок Волховский                     | Храм Никиты Новгородского                                                                         | 1915           |            | действующий   | |

#### Духов монастырь
| Адрес                               | Название                        | Год постройки | Фотография | Статус        | Примечания |
| ----------------------------------- | ------------------------------- | ------------- | ---------- | ------------- | ---------- |
| ул. Мусы Джалиля — Духовская, д. 31 | Собор Сошествия Святого Духа    | 1877-1892     |            | недействующий |            |
| ул. Мусы Джалиля — Духовская, д. 20 | Церковь Троицы Духова монастыря | 1557          |            | недействующая |            |

#### Зверин-Покровский монастырь
| Адрес                       | Название                    | Год постройки | Фотография | Статус      | Примечания                                                                       |
| --------------------------- | --------------------------- | ------------- | ---------- | ----------- | -------------------------------------------------------------------------------- |
| Бредова-Звериная ул., д. 18 | Собор Покрова Богородицы    | 1899-1901     |            | действующий | Пристроен вплотную к старой Покровской церкви.                                   |
| Бредова-Звериная ул., д. 18 | Церковь Покрова Богородицы  | 1399          |            | действующая | После постройки нового собора была освящена в честь Тихвинской иконы Богоматери. |
| Бредова-Звериная ул., д. 20 | Церковь Симеона Богоприимца | 1467          |            | музей       | Сохранились фрески XV века.                                                      |

#### Николо-Бельский монастырь
| Адрес                       | Название           | Год постройки       | Фотография | Статус        | Примечания |
| --------------------------- | ------------------ | ------------------- | ---------- | ------------- | ---------- |
| ул. Бредова-Звериная, д. 14 | Храм Николы Белого | 1312-1313, XVII век |            | недействующий |            |

#### Юрьев монастырь
| Адрес                      | Название                                         | Год постройки | Фотография | Статус      | Примечания |
| -------------------------- | ------------------------------------------------ | ------------- | ---------- | ----------- | ---------- |
| ул. Юрьевское шоссе, д. 10 | Георгиевский собор                               | 1119-1130     |            | действующий |            |
| ул. Юрьевское шоссе, д. 10 | Крестовоздвиженский собор                        | 1823          |            | действующий |            |
| ул. Юрьевское шоссе, д. 10 | Спасский собор                                   | 1823-1824     |            | действующий |            |
| ул. Юрьевское шоссе, д. 10 | Церковь иконы Божией Матери «Неопалимая Купина»  | 1828          |            | действующая |            |
| ул. Юрьевское шоссе, д. 10 | Храм в честь Собора Святого Архистратига Михаила | 1831          |            | действующий |            |

#### Перынский скит
| Адрес                | Название                     | Год постройки       | Фотография | Статус      | Примечания |
| -------------------- | ---------------------------- | ------------------- | ---------- | ----------- | ---------- |
| Перынский Скит, д. 1 | Церковь Рождества Богородицы | 30-е годы XIII века |            | действующая |            |

### Храмы других конфессий
| Адрес                                  | Название                                                            | Год постройки | Фотография | Статус      | Примечания                                                                                         |
| -------------------------------------- | ------------------------------------------------------------------- | ------------- | ---------- | ----------- | -------------------------------------------------------------------------------------------------- |
| ул. Большая Санкт-Петербургская, д. 12 | Католический Храм Святых Апостолов Петра и Павла (Великий Новгород) | 1891-1893     |            | действующий | |
| ул. Кочетова, 24                       | Храм Христа — Христианская Евангельская Церковь В.Новгорода         | 1999          |            | действующий | Закладка символического краеугольного камня храма состоялась 10.09.1994, а освящение — 7-9.07.2000 |

## Торговая сторона

### Ярославово Дворище
| Адрес                        | Название                           | Год постройки   | Фотография | Статус                             | Примечания |
| ---------------------------- | ---------------------------------- | --------------- | ---------- | ---------------------------------- | --- |
|                              | Николо-Дворищенский собор          | 1113            |            | музей                              | Зданию возвращен первоначальный внешний вид. В интерьере сохранились фрагменты фресок XII века. Убранство храма в основном относится к XIX веку. В притворе собора расположена выставка изразцов. |
| Большая Московская ул.,д. 5б | Церковь Параскевы-Пятницы на Торгу | 1207            |            | музей                              | Здание частично реставрировано в первоначальных формах. |
| Никольская ул., д. 3.        | Церковь Жён-мироносиц              | 1510            |            | Областной Детский культурный центр | |
| Никольская ул., д. 5.        | Церковь Прокопия                   | 1529            |            | недействующая                      | |
| Большая Московская ул.,д. 5а | Церковь Успения на Торгу           | 1135-1144, 1458 |            | недействующая                      | Здание существенно перестроено в XV веке с сохранением старого плана. |
|                              | Церковь Иоанна на Опоках           | 1127, 1453      |            | недействующая                      | В XV веке здание храма было вновь возведено с сохранением архитектурных форм XII столетия. |
|                              | Церковь Георгия на Торгу           | 1356, 1750—1754 |            | Выставочный зал                    | Существенно перестроена в новых архитектурных формах. |

### Славенский конец
| Адрес                        | Название                                                     | Год постройки | Фотография | Статус        | Примечания |
| ---------------------------- | ------------------------------------------------------------ | ------------- | ---------- | ------------- | --- |
| Ильина ул., д. 26 кор. 2     | Церковь Спаса Преображения на Ильине улице                   | 1374          |            | музей         | Единственный храм с сохранившимися фресками Феофана Грека 1378 года.                                                 |
| Знаменская ул., д. 34        | Церкви апостола Филиппа и Николая Чудотворца на Нутной улице | 1527—1528     |            | действующие   | |
| Знаменская ул., д. 4         | Церковь Ильи Пророка на Славне                               | XII век, 1455 |            | недействующая | Храм перестроен в жилой дом. Барабаны с главами утрачены.                                                            |
| Знаменская ул., д. 4а        | Церковь Петра и Павла на Славне                              | 1367          |            | недействующая | |
| Большая Московская ул., д. 4 | Церковь Архангела Михаила на Торгу                           | XIV-XV века   |            | недействующая | Перестроена в светское здание.                                                                                       |
| Большая Московская ул., д. 4 | Церковь Благовещения на Торгу                                | сер. XV века  |            | недействующая | Соединена с церковью архангела Михаила переходом с колокольней.                                                      |
| Ильина ул.                   | Знаменский собор                                             | 1682-88       |            | музей         | Редкий для Новгорода образец архитектуры и монументальной живописи конца XVII — начала XVIII века. Фрески 1702 года. |

### Плотницкий конец
| Адрес                                    | Название                                     | Год постройки  | Фотография | Статус                   | Примечания                                                |
| ---------------------------------------- | -------------------------------------------- | -------------- | ---------- | ------------------------ | --------------------------------------------------------- |
| Фёдоровский ручей (пр. Гагарина), д. 19а | Церковь Фёдора Стратилата на Ручью           | 1360-61        |            | музей                    | Ансамбль фресковой живописи второй половины XIV века.     |
| Большая Московская ул., д. 36            | Церковь Климента на Иворове улице            | 1519-1520      |            | действующая              |                                                           |
| Большая Московская ул., д. 42            | Церковь Дмитрия Солунского на Славкове улице | 1382           |            | действующая              |                                                           |
| Большая Московская ул. д. 48а            | Церковь Никиты мученика                      | 1557           |            | находится на реставрации |                                                           |
| Молотковская ул., д. 18                  | Церковь Рождества Богородицы на Михалице     | 1379, XVII век |            | действующая              | Храм принадлежит общине Поморской старообрядческой церкви |
| Молотковская ул., д. 14                  | Церковь Михаила Малеина на Михайлове улице   | 1555           |            | богослужений нет         | Храм принадлежит общине Поморской старообрядческой церкви |
| наб. Александра Невского, д. 31          | Церковь Бориса и Глеба в Плотниках           | 1536           |            | действующий              |                                                           |

### За окольным городом
| Адрес                                 | Название                                                 | Год постройки | Фотография | Статус       | Примечания                                                       |
| ------------------------------------- | -------------------------------------------------------- | ------------- | ---------- | ------------ | ---------------------------------------------------------------- |
| Парк 30-летия Октября, 3              | Церковь Иоанна Богослова в Радоковицах (на Витке)        | 1383-1384     |            | действующая. | Храм принадлежит старообрядческой церкви Белокриницкого согласия |
| Ул. Связи. Тихвинское кладбище.       | Церковь Воскресения Христова на Красном поле             | XVI век, 1810 |            |              | восстанавливается, есть приходская община                        |
| Красное Поле, Рождественское кладбище | Церковь Рождества Христова на Красном поле (на кладбище) | 1381-1383     |            | музей        | Ансамбль фресковой живописи конца XIV века.                      |

#### Антониев монастырь
| Адрес | Название                                       | Год постройки | Фотография | Статус      | Примечания                                                                     |
| ----- | ---------------------------------------------- | ------------- | ---------- | ----------- | ------------------------------------------------------------------------------ |
|       | Собор Рождества Богородицы Антониева монастыря | 1117-1122     |            | музей       | Фрагменты фресок 1125 года. Основной объём росписи храма относится к XIX веку. |
|       | Церковь Сретения Антониева монастыря           | XVI век       |            | действующая |                                                                                |

#### Деревяницкий монастырь
| Адрес             | Название                                            | Год постройки | Фотография | Статус        | Примечания                                                                                          |
| ----------------- | --------------------------------------------------- | ------------- | ---------- | ------------- | --------------------------------------------------------------------------------------------------- |
| Перспективная ул. | Собор Воскресения Христова в Деревяницком монастыре | 1698-1700     |            | недействующий | |
| Перспективная ул. | Церковь Успения в Деревяницком монастыре            | 1725          |            | недействующая | Трапезная церковь с колокольней. В 1856 году была вновь освящена во имя Коневской иконы Богоматери. |

## Храмы и монастыри, не входящие в черту города
Основная статья: Список храмов Новгородского района Новгородской области